# Israel Bergman
Se även grosshandlaren Israël Berghman (1864-1945).
Israel Bergman, född den 16 mars 1795 i Attmar, död den 28 april 1876 i Stockholm, var en svensk skolman och kyrkoman. 
Bergman, vars far var bruksdisponent, blev student vid Uppsala universitet 1811, filosofie magister och docent i astronomi där 1818, adjunkt vid gymnasiet i Härnösand 1824, lektor i grekiska och hebreiska vid samma läroverk samt pastor i de till lektoratet hörande prebendeförsamlingarna 1833. Han utnämndes 1848 till biskop i Härnösands stift, sedan han uppställts på första förslagsrummet därtill, och fick 1860 teologie doktorsvärdighet. År 1864 erhöll Bergman på begäran avsked från biskopsämbetet, varefter han flyttade till Stockholm. "Med mångsidiga kunskaper förenade B. fromhet och nit om såväl kyrkans som skolans förkofran", heter det i Nordisk familjebok. Hans förmåga som lärare skattades högt. I tryck finns av hans hand endast Reflexioner öfver grundbegreppen i algebra (1827) förutom några riksdagspredikningar och tal.